# Mont Juic (Suite)
Mont Juic, Suite von katalanischen Tänzen für Orchester (englisch: Suite of Catalan Dances for Orchestra), wurde gemeinschaftlich von Lennox Berkeley und Benjamin Britten 1937 komponiert. Die Suite ist benannt nach Montjuïc, dem Hausberg Barcelonas, wo die Komponisten 1936 zusammen katalanische Musik hörten. Das Werk wurde 1938 als Berkeleys op. 9 und Brittens op. 12 veröffentlicht.

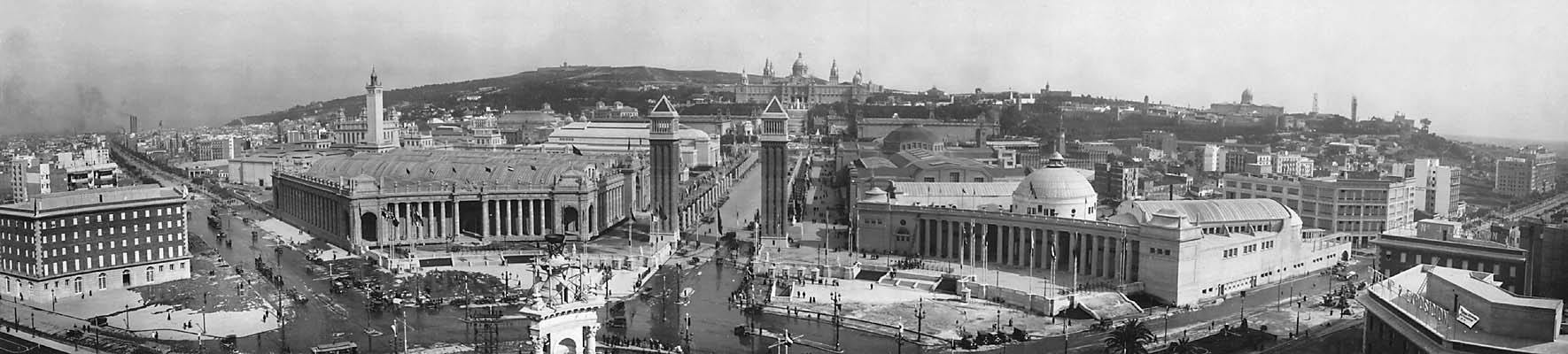
Ausstellungsgelände auf dem Montjuïc, 1929

## Hintergrund
Berkeley und Britten nahmen 1936 am Festival der International Society for Contemporary Music (ISCM) in Barcelona teil. Berkeley hatte zuvor mehrere Jahre im Ausland gelebt und Britten nie kennengelernt. Sie wurden bald enge Freunde. Ein weiterer Freund Berkeleys, Peter Burra, war auch dabei und wurde ebenfalls ein Freund von Britten.
Britten spielte beim Festival den Klavierpart in der Uraufführung seiner Suite für Violine und Klavier, op. 6, mit dem Geiger Antonio Brosa. Der Höhepunkt des Festivals, den Britten, Berkeley und Burra erlebten, war die Premiere von Alban Bergs Violinkonzert, „Dem Andenken eines Engels“, die mit dem Solisten Louis Krasner und geleitet von Hermann Scherchen am 19. April stattfand.
Am folgenden Tag besuchten die drei Freunde den Hügel Montjuïc. Am 22. April erlebten sie auf dem dortigen Ausstellungsgelände bei einem Volkstanz-Festival katalanische Volksmusik. Noch am gleichen Tag notierten sie einige der Melodien in einem Café in Barcelona.
Im folgenden Jahr, wieder in England, entschlossen sich Berkeley und Britten, gemeinsam eine Orchestersuite über einige der Melodien zu schreiben, die sie auf dem Montjuïc gehört hatten. Sie nannten sie schlicht Mont Juic und widmeten sie Peter Burra, der im April 1937 bei einem Flugzeugabsturz ums Leben gekommen war. Das Werk entstand zwischen dem 6. April und dem 12. Dezember 1937. Es erschien 1938 bei Boosey & Hawkes als Berkeleys op. 9 und Brittens op. 12 veröffentlicht.

## Besetzung
Das Orchester besteht aus zwei Flöten (eine auch Piccolo), zwei Oboen, zwei Klarinetten in B, Alt-Saxophon (ad lib.), Tenor-Saxophon (ad lib.), zwei Fagotten (eins auch Kontrafagott), vier Hörnern, zwei Trompeten in B, drei Posaunen, Tuba, Pauken, Schlagwerk (mit Glockenspiel und Cymbal), Harfe und Streichern.

## Sätze
Die Suite hat vier Sätze:
1. Andante maestoso
2. Allegro grazioso
3. Lament: Andante moderato (Barcelona, Juli 1936)[3]
4. Allegro molto

Die beiden Komponisten wollten nicht verraten, wer welchen Teil der Musik geschrieben hatte. Das Manuskript, das Britten dem Verleger übermittelte, war nur in seiner Handschrift abgefasst. Im Jahr 1980 sagte Berkeley jedoch Peter Dickinson, dass er die beiden ersten Sätze komponiert hatte, Britten die beiden anderen, und dass sie gemeinsam an der Orchestrierung, der Form und anderen Details gearbeitet hatten.

## Hommage an Katalonien
Während der Komposition brach der Spanische Bürgerkrieg aus. Die Komponisten bezeichneten den dritten Satz Lament in c-Moll mit dem Untertitel „Barcelona, July 1936“, als deutlichen Hinweis auf den Kriegsausbruch am 18. Juli des Jahres. Die Hommage an Katalonien enthält ein solistisches Alt-Saxophon und basiert auf dem Tanz Sardana.

## Uraufführung
Die Uraufführung fand als in einer Sendung der BBC am 8. Januar 1939 statt, gespielt vom BBC Symphony Orchestra geleitet von Joseph Lewis.
Mont Juic wurde häufig aufgeführt und eingespielt.